# UDEUR
L'UDEUR (acronimo di Unione Democratici per l'Europa) è stato un partito politico italiano legato ai valori del cristianesimo democratico guidato da Clemente Mastella.
Fondato inizialmente come "Unione Democratici per l'Europa" (1999 - 2003), nel corso della sua esistenza ha assunto anche le seguenti denominazioni: "Alleanza Popolare - UDEUR" (2003 - 2004), "Popolari UDEUR" (2004 - 2010), "Popolari per il Sud" (2010), "UDEUR - Popolari per il Sud" (2011 - 2012) ed infine nuovamente "Popolari UDEUR" (2012 - 2013).

## Storia

### Nascita dalle ceneri dell'UDR e adesione al centro-sinistra

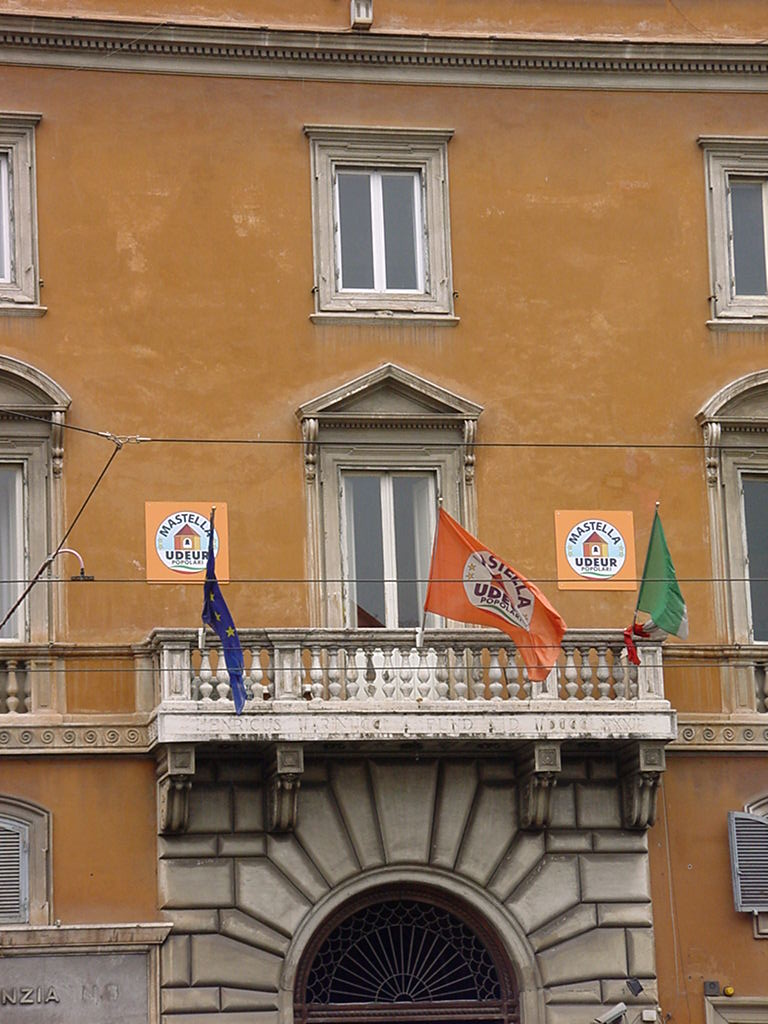
La sede dell'UDEUR a Roma nell'aprile 2007.

La fine dell'Unione Democratica per la Repubblica, decretata ufficialmente nel febbraio del 1999, induce Clemente Mastella a chiederne la titolarità del nome e del simbolo.
In attesa della sentenza da parte della Magistratura, questi sceglie di dar vita all'Unione Democratici per l'Europa, presentata il 23 maggio.
La nuova formazione debutta alle elezioni europee del 13 giugno 1999 e raccoglie mezzo milione di voti (1,6%) (in Campania, Basilicata, Molise Calabria e Sicilia raggiunge punte di oltre il 6%).
Dopo un'iniziale autonomia dai due poli, il gruppo parlamentare concede la fiducia al Governo D'Alema II.
Alle elezioni regionali del 2000 registra l'1,5%, (7% in Campania e 7,4% in Basilicata).

### Dalla Margherita all'Alleanza Popolare
L'alleanza con l'Ulivo prosegue alle elezioni politiche del 13 maggio 2001, con il sostegno alla candidatura di Francesco Rutelli e al progetto federativo della Margherita, lista comprendente il Partito Popolare Italiano, I Democratici e Rinnovamento Italiano.
Il lusinghiero 14,5% ottenuto convince l'ex sindaco di Roma ad avviare la costituzione di gruppi parlamentari unici (esattamente 80 deputati e 43 senatori), propedeutici alla costituzione di un soggetto strutturato.
Quando la Margherita decide effettivamente di costituirsi come partito unico (luglio 2002), l'UDEUR non vi aderisce, abbandonando i gruppi parlamentari unitari.
I suoi eletti (6 deputati e 4 senatori) prenderanno parte al misto.
In occasione delle elezioni europee del 2004, il partito prende il nome di Alleanza Popolare-UDEUR, in seguito all'adesione di Mino Martinazzoli (ultimo segretario della Democrazia Cristiana). La nuova formazione ottiene come risultato all'elezioni l'1,3% dei voti, ottenendo un solo seggio che, dopo la rinuncia di Mastella, va a Paolo Cirino Pomicino. In seguito, però, Martinazzoli abbandona l'alleanza e lo stesso Pomicino sarà espulso dal partito. Nasce intanto la nuova coalizione del centrosinistra, L'Unione. L'UDEUR vi aderisce e cambia ancora simbolo e nome: nel simbolo campeggia un campanile (emblema del partito) su uno sfondo più chiaro, mentre il nome è ora Popolari UDEUR.

### Adesione e insofferenza nell'Unione
In vista delle elezioni regionali del 2005, l'UDEUR pone qualche pregiudiziale alla coalizione chiedendo, come elemento essenziale per dare seguito all'alleanza, la presidenza di una delle principali regioni del sud (Campania, Puglia o Calabria). Il vertice dell'Unione non tiene in considerazione la richiesta: in Campania c'è l'uscente Bassolino, la Calabria va alla Margherita e in Puglia si tengono le primarie, col successo del candidato del PRC. L'UDEUR minaccia di uscire dalla coalizione e di presentarsi sola alle elezioni, con propri candidati alla presidenza di tutte le regioni; ma la crisi rientra, il leader dell'Unione Romano Prodi e gli altri alleati riconoscono all'UDEUR lo status di partito con pari dignità e di essere un alleato "fondamentale" per la coalizione.
Alle elezioni amministrative di quell'anno l'UDEUR appoggia i candidati dell'Unione (che vince in 12 regioni su 14) e rafforza la sua consistenza: si attesta intorno al 2,5% sul dato delle regioni chiamate al voto, ma nelle regioni del sud (Abruzzo, Basilicata, Calabria, Campania, Puglia) è sulla media del 7,5%. Sandra Lonardo, moglie di Mastella, viene eletta Presidente del Consiglio Regionale della Campania. Nel corso del 2005 il partito acquisisce nuove rappresentanze in Parlamento, accogliendo molti reduci di Forza Italia e della Casa delle Libertà, scontenti e smossi dalla sconfitta elettorale della CdL. I deputati dell'UDEUR, da 6 diventano 14 (5 provenienti da FI, 2 dalla Margherita, 1 dall'UDC); i senatori sono 5 (con un'adesione da FI).

### Mastella terzo alle primarie
A seguito dell'organizzazione delle consultazioni primarie per scegliere il candidato premier dell'Unione, Clemente Mastella decide di presentare la sua candidatura per presidiare il centro della coalizione, "un centro che diventi il vero futuro della politica". Le elezioni primarie si svolgono il 16 ottobre 2005 con sette candidati: Mastella arriva terzo, raccogliendo 196.014 voti (il 4,6% dei consensi), alle spalle di Romano Prodi (74,1%), che riceve l'investitura di candidato premier della coalizione, e di Fausto Bertinotti (14,7%).
Nella giornata delle votazioni, però, Mastella si rende protagonista di una serie di critiche nei confronti dell'evento, definendo le primarie come un "gioco fasullo". A scatenare la miccia è il fatto che, a metà mattinata, nel suo paese di residenza (di cui Mastella è anche sindaco), Ceppaloni, le schede erano già terminate e molta gente non aveva potuto votare. Il leader dell'UDEUR accusa altresì di essere venuto a conoscenza che in alcuni seggi di Roma erano presenti schede già votate per Prodi e pronte per essere inserite nelle urne.
Già in precedenza, Mastella aveva denunciato incongruenze nell'allestimento dei seggi sostenendo che erano stati costituiti in numero inferiore al Sud, dove il suo partito è più forte. Questa fase di contrasto viene superata definitivamente nel gennaio 2006, quando il congresso nazionale conferma l'alleanza del partito con l'Unione e presenta le sue liste all'interno della coalizione di centro-sinistra guidata da Prodi.

### Elezioni 2006 e ingresso nel governo Prodi
Il 9 e il 10 aprile 2006 si svolgono le elezioni. Il centrosinistra vince per poche decine di migliaia di voti alla Camera dei deputati, dove ottiene il 49,81% dei consensi contro il 49,74% della CdL. Mentre alla Camera il risultato basta a ottenere un ampio premio di maggioranza, al Senato la maggioranza dell'Unione è decisamente risicata.
Il risultato dell'UDEUR è fermo all'1,4% (534.000 voti alla Camera e 477.000 al Senato), riuscendo a superare l'1% soltanto nelle regioni del centro-sud. Non supera, pertanto, lo sbarramento nazionale del 2% previsto alla Camera per le liste coalizzate, ma partecipa comunque alla ripartizione dei seggi in qualità di "miglior perdente" (lista che ha raccolto il maggiore risultato al di sotto dello sbarramento), secondo la norma prevista dalla legge elettorale appena entrata in vigore. Elegge così 14 deputati, grazie anche ai deputati candidati per "diritto di tribuna" nelle liste dell'Ulivo.
Al Senato supera lo sbarramento regionale del 3% solo in Campania, Basilicata e Calabria e si verificano le condizioni per l'assegnazione di due seggi in Campania e uno in Calabria. Lo stesso Mastella, finora deputato, viene eletto senatore. Nel Governo Prodi II, l'UDEUR rivendica inizialmente il Ministero della Difesa, ma il 17 maggio 2006, all'insediamento dell'esecutivo, Mastella viene nominato Ministro della Giustizia e Marco Verzaschi sottosegretario al Ministero della difesa.
Mauro Fabris è il capogruppo alla Camera, mentre Stefano Cusumano diventa vicepresidente del Gruppo misto al Senato, cui aderiscono i senatori UDEUR. Intanto, al Parlamento europeo subentra un nuovo rappresentante dell'UDEUR, Armando Veneto (che in seguito, tuttavia, lascerà il partito). All'inizio del 2007, l'UDEUR partecipa a un progetto di "Federazione Democristiana" insieme ad alcuni movimenti neo-democristiani e centristi, mentre, in occasione delle elezioni amministrative, stipula un accordo con il Partito dei Rumeni d'Italia per ospitare al suo interno rappresentanze rumene, in base alla comune ispirazione ai valori del cristianesimo.

### Fine del governo e il "D-day"
Nel corso della legislatura le posizioni dell'UDEUR si allontanano spesso da quelle dell'esecutivo fino alle ripetute minacce di Mastella di uscire dalla maggioranza. Uno dei terreni di scontro è quello della riforma elettorale: l'UDEUR si schiera apertamente contro il referendum promosso da esponenti di entrambe le coalizioni volto a ripristinare un sistema sostanzialmente maggioritario e bipartitico.
Ma l'evento cruciale si verifica il 16 gennaio 2008, il cosiddetto "D-day" per l'UDEUR: in Campania vengono spiccati un gran numero di mandati d'arresto nei confronti di esponenti del partito, tra cui quello di Sandra Lonardo, moglie dello stesso Mastella, accusata di concussione ai danni del Presidente della Regione Antonio Bassolino in merito a incarichi dirigenziali regionali. Nell'inchiesta sono indagati, tra gli altri, lo stesso Mastella e i due assessori regionali dell'UDEUR in Campania. Quella stessa mattina, il ministro Mastella ha in programma una relazione alla Camera sull'attività del Ministero della Giustizia, con la quale annuncia le proprie dimissioni dal Governo: «Mi dimetto perché tra l'amore per la mia famiglia e il potere scelgo il primo. Avrei potuto operare sottili distinguo. Mi dimetto per essere più libero umanamente e politicamente».
Le dimissioni, in un primo momento, vengono respinte da Prodi, ma Mastella - il giorno successivo - le conferma come irrevocabili, annunciando che l'UDEUR darà appoggio esterno al Governo. Dopo la richiesta di un documento con il quale la maggioranza esprimesse solidarietà al ministro (che nella sua relazione aveva criticato l'operato di una parte della magistratura italiana) e dopo le ferventi critiche del ministro Antonio Di Pietro, Mastella rende più radicale la propria posizione e quella del suo partito.
Il 21 gennaio 2008 annuncia l'uscita dell'UDEUR dalla maggioranza, per le posizioni espresse da varie forze politiche in merito alla riforma del sistema elettorale, che non avrebbe dato rappresentanza ai piccoli partiti. L'UDEUR ritiene che non ci siano più le condizioni per far andare avanti il Governo in carica, attribuendo responsabilità in tal senso al Partito Democratico e al suo segretario Walter Veltroni. Il partito annuncia che voterà "no" alla fiducia qualora il Governo si presentasse per richiederla al Senato, dove la maggioranza è molto ristretta e la decisione dell'UDEUR sarebbe determinante.
Nella votazione della fiducia alla Camera dei deputati, il 23 gennaio 2008, i deputati dell'UDEUR non partecipano al voto così come annunciato in aula dal capogruppo Fabris. La scelta peraltro non comporta problemi per l'ottenimento della fiducia da parte del Governo Prodi. Il giorno successivo, nella votazione al Senato, Mastella annuncia il voto contrario da parte dei tre senatori eletti nelle liste dell'UDEUR.
Tuttavia, nella votazione, si dissocia il senatore Stefano Cusumano, che annuncia invece il suo voto favorevole alla fiducia in aperto contrasto con la scelta del suo partito: ciò fa scaturire una violenta reazione da parte dell'altro rappresentante dell'UDEUR in Senato, Tommaso Barbato, che provoca un malore a Cusumano. Quest'ultimo sarà poi espulso dall'UDEUR e approderà nel PD.
Al voto contrario dei senatori UDEUR si unisce anche quello di altri senatori decisi a passare con il centrodestra, come Lamberto Dini, così il Senato nega la fiducia al Governo e, dopo lo scioglimento delle Camere per l'impossibilità di costituirne uno nuovo, l'UDEUR stipula un accordo con il nascente Popolo della Libertà di Silvio Berlusconi affinché i suoi candidati vengano ospitati nelle liste del PDL. L'accordo, tuttavia, non viene rispettato perché Berlusconi ritiene che i sondaggi provochino al suo partito un calo di consensi in caso di alleanza con Mastella.
Così l'UDEUR tenta, ma infruttuosamente, il dialogo con l'Unione di Centro di Pier Ferdinando Casini. Infine decide di non presentarsi alle elezioni. Nel corso della campagna elettorale, Enrico Boselli offre a Mastella una candidatura per diritto di tribuna nelle liste del Partito Socialista, ma la proposta viene rifiutata.

### Lo sfaldamento del partito
In seguito all'uscita dalla coalizione di centrosinistra si apre all'interno dell'UDEUR un acceso dibattito che porta all'uscita dal partito di numerosi esponenti e gruppi. In particolare si verifica la scissione dell'intero gruppo UDEUR della provincia di Matera e di quasi tutti gli esponenti del gruppo nel consiglio regionale della Basilicata, che confluiscono nel nuovo movimento Popolari Uniti, guidato dall'allora assessore regionale alla sanità Antonio Potenza. Nella stessa regione Rosa Mastrosimone, consigliere regionale, ex vicepresidente nazionale dell'UDEUR e commissario regionale di Puglia e Basilicata dal 2004 al 2008, fonda l'Alleanza Democratici di Centro.
Nella stessa Regione Campania, ben quattro dei sette consiglieri regionali, più il sindaco di Benevento e numerosi consiglieri delle province di Caserta e di Benevento lasciano il partito dando vita al movimento dei Popolari Democratici. A Salerno invece il parlamentare Paolo Del Mese - insieme con un pugno di fedelissimi e al giovane collega umbro Gino Capotosti - trasloca nella Democrazia Cristiana di Giuseppe Pizza.
Lo stesso senatore Tommaso Barbato approda nel Movimento per le Autonomie di Raffaele Lombardo, apparentato con Il Popolo della Libertà. Il capogruppo dell'UDEUR alla Camera Mauro Fabris invece passa direttamente al PdL. Numerose altre defezioni si verificano anche tra gli amministratori locali, soprattutto in Campania e Basilicata, dove l'UDEUR era molto radicato. Lascia anche il vice di Mastella, Antonio Satta che in seguito aderirà alla Federazione dei Cristiano Popolari di Mario Baccini.
Secondo il blog di Beppe Grillo, le percentuali di voto previste per il partito di Mastella, nella campagna elettorale del 2008, vedrebbero proiezioni sfavorevoli: "per la prima volta un partito italiano registra intenzioni di voto negative. Fa perdere tra il 10 e il 12% dei voti a chi se lo prende". Questo spiegherebbe perché nessun apparentamento con tale lista sia stato ricercato o concesso da alcun partito, condannando l'UDEUR a confrontarsi con la soglia di sbarramento del 4% alla Camera e dell'8% al Senato.
Dalla contrarietà di alcuni militanti alla linea di rottura con il centro-sinistra portata avanti dal segretario Clemente Mastella, nascono i Popolari Democratici. I consiglieri regionali campani che hanno promosso questa iniziativa sono Nicola Caputo, Vittorio Insigne e Giuseppe Maisto; per la loro condotta verranno addirittura espulsi dal segretario regionale Antonio Fantini. Costoro possono contare su un nutrito gruppo di amministratori: a Napoli  l'assessore provinciale Giacinto Russo, l'assessore comunale Bruno Terraciano, il capogruppo Diego Venanzoni e il suo collega Carlo Migliaccio, il Sindaco di Cardito Giuseppe Barra.

### Elezioni regionali in Abruzzo 2008, europee e amministrative 2009 e regionali 2010
In occasione delle elezioni regionali in Abruzzo del 2008 l'Udeur si allea con l'Unione di Centro.
In vista delle elezioni europee del 2009, il 14 febbraio 2009 Mastella annuncia il raggiungimento del cosiddetto Patto di San Valentino: alle Europee il segretario nazionale sarà candidato nelle liste de il Popolo della Libertà, ritenendo impossibile superare autonomamente il nuovo sbarramento del 4%. La scelta del PdL era maturata all'indomani del Consiglio Nazionale del 6 febbraio e derivava dal comune riferimento al Partito Popolare Europeo. Il patto prevedeva al contempo che i Popolari-UDEUR si sarebbero presentati alle elezioni amministrative con proprie liste nelle coalizioni del PdL.
Il patto non è gradito ad alcuni settori del partito come a Benevento dove dal partito fuoriesce Lealtà per Benevento, ma permette a Mastella di tornare ad essere europarlamentare con 111.648 voti di preferenza. Alle elezioni regionali del 2010 i Popolari-UDEUR si presentano in Campania, Lazio e Puglia con liste autonome all'interno delle coalizioni del centrodestra totalizzando 122.697 voti, pari all'1.71% dei voti validi delle tre regioni interessate.
Il picco è raggiunto in Campania dove col 3.35% il partito elegge 2 consiglieri regionali, Sandra Lonardo nella circoscrizione di Benventeo e Ugo De Flaviis nella circoscrizione di Napoli. Presenta inoltre propri candidati in Basilicata all'interno della Lista per la Basilicata (13.913 voti, 4.33%) e in Calabria all'interno della lista Insieme per la Calabria (53.158 voti, 5.16%), con la quale riesce ad eleggere un consigliere regionale, Giulio Serra, nella circoscrizione di Cosenza. Dopo l'arresto del consigliere regionale repubblicano della Calabria Antonio Rappoccio, avvenuto nell'agosto 2012, subentra a quest'ultimo un altro esponente dell'UDEUR, Aurelio Chizzoniti, primo dei non eletti della lista Insieme per la Calabria.

### Nuovi problemi giudiziari per il partito
Nuovi problemi giudiziari per l'UDEUR arrivano in concomitanza con un vero e proprio terremoto all'Arpac, l'agenzia dell'ambiente campano. L'operazione ha coinvolto politici, dirigenti della pubblica amministrazione, professionisti e imprenditori campani. Nell'inchiesta è risultata indagata anche la presidente del Consiglio regionale della Campania, Sandra Lonardo, destinataria di un provvedimento di divieto di dimora in Campania, dove svolge la sua attività istituzionale. Inoltre diversi ufficiali giudiziari sono entrati nella residenza della famiglia Mastella a Ceppaloni; nei confronti dell'eurodeputato, che si trovava a Strasburgo, è stato invece emesso un avviso di conclusione delle indagini preliminari.

### Fine dell'UDEUR e nascita dei Popolari per il Sud
Il 25 giugno 2010 il Consiglio Nazionale del partito ha approvato all'unanimità la proposta del segretario di dar vita ai Popolari per il Sud.
Nel gennaio 2011, poi il partito muta di nuovo nome, diventando UDEUR-Popolari per il Sud. Pochi giorni dopo le regionali, il segretario Mastella afferma che ormai «ci sono le condizioni» per fare un «Partito del Sud». Nel giugno 2010 Mastella nel suo profilo Facebook si appella ai suoi amici per scegliere il nuovo nome dei Popolari-UDEUR fra «Popolari per il Sud» e «Partito Popolare Meridionale».
Il 25 giugno il Consiglio Nazionale dei Popolari-UDEUR riunito nella sala dell'Assunta della Chiesa del Gesù a Roma, approva la proposta di Clemente Mastella di cambiare nome in Popolari per il Sud (PpS).
A detta del leader «è necessario colmare il vuoto politico nel sud a livello locale, confermando al contempo la strategica alleanza con il Pdl». Il nuovo partito mantiene lo stesso gruppo dirigente e la stessa sede centrale dei Popolari-UDEUR, mentre nel simbolo la scritta "Popolari per il Sud" sostituisce del tutto quella di "Popolari-UDEUR".
I PpS possono contare attualmente su un eurodeputato (il segretario Clemente Mastella) e cinque consiglieri regionali, tra i quali la moglie di Mastella, Sandra Lonardo. In settembre Mastella si è proposto come sindaco di Napoli. Nel gennaio 2011 i PpS mutano nome in UDEUR Popolari per il Sud. Alle elezioni comunali di Napoli del maggio 2011 l'UDEUR ottiene il 2,48%. Mastella, candidato a sindaco con l'appoggio anche di una lista civica, ottiene il 2,17%, ma non viene eletto in Consiglio Comunale.

### La collaborazione col Terzo Polo e i rapporti col centrodestra
Dopo il primo turno delle elezioni amministrative del 2011 Mastella annuncia "un rapporto di collaborazione politica tra l'UDEUR e le altre forze politiche di Centro" e che per il ballottaggio per l'elezione del sindaco di Napoli "l'UDEUR terrà un atteggiamento analogo a quello del Terzo Polo". L'annuncio avviene dopo un incontro con i leader dell'UdC (Pier Ferdinando Casini e Lorenzo Cesa), di Futuro e Libertà (Gianfranco Fini) e dell'API (Francesco Rutelli). Tuttavia il 23 settembre 2011, nel corso della Conferenza programmatica di Campobasso, Mastella dichiara: "Noi restiamo nel centrodestra, però va ristrutturato; se si votasse oggi il centrodestra, così come è, non vincerebbe le elezioni".
Alle elezioni regionali in Molise del 2011, in ottobre, si presenta alleata del centrodestra e dell'UDC, a sostegno del candidato Michele Iorio. Ottiene il 3,52%, eleggendo un consigliere regionale nella circoscrizione di Campobasso, Vincenzo Niro. Alle elezioni comunali di Palermo del maggio 2012, ottiene lo 0,18% in una coalizione di centrodestra. Alle elezioni regionali in Sicilia del 2012 del novembre 2012, l'UDEUR non presenta liste, dichiarando di non potersi comportare diversamente a causa dello sbarramento del 5% e annunciando il sostegno al candidato del centrodestra Nello Musumeci.

### Le elezioni del 2013 e la fine dell'alleanza col centrodestra
Alle elezioni politiche del 2013 l'UDEUR non si presenta, dopo aver tentato vanamente un accordo col centrodestra e aver annunciato la presentazioni di liste autonome. Alle elezioni regionali in Molise del 2013 l'UDEUR presenta proprie liste in alleanza col centrosinistra, appoggiando il candidato Paolo Di Laura Frattura, cambiando schieramento. Ottiene il 4,03% ed elegge due consiglieri, Vincenzo Niro e Nunziata Lattanzio nella circoscrizione di Campobasso, che subentra allo stesso Niro, in quanto candidato anche nel listino.
Alle elezioni regionali in Lazio, Lombardia e Friuli-Venezia Giulia del 2013 l'UDEUR invece non presenta le proprie liste. Anche alle elezioni regionali in Trentino-Alto Adige e Basilicata, in autunno, non presenta liste. Tuttavia in Basilicata il commissario regionale del partito, Sergio Lapenna, si è presentato candidato nella lista Realtà Italia, nel centrosinistra, senza essere eletto. L'Udeur ha quindi, dopo le elezioni in Molise, 6 consiglieri in carica, 2 per ciascuna regione in Molise, Campania e Calabria.
Il 24 novembre 2013 il Consiglio nazionale decide di federarsi a Forza Italia. Nel frattempo la moglie di Mastella, Sandra Lonardo, consigliere regionale della Campania, aderisce al gruppo di Forza Italia, mentre l'altro consigliere regionale dell'UDEUR, Ugo de Flaviis, aderisce al Nuovo Centrodestra.
In regione Molise il gruppo Udeur non viene formalmente sciolto; il capogruppo Vincenzo Niro dichiara di continuare a sostenere la giunta di centro-sinistra.
Contestualmente al suo ingresso nel gruppo misto, avvenuto il 18 febbraio 2014, Nunzia Lattanzio accusa lo stesso Niro di opacità nella gestione dei fondi.
A settembre del 2015 avviene l'espulsione dal Partito Popolare Europeo per morosità.
Esattamente due anni dopo il suo storico leader ne annuncia il rilancio, in previsione delle elezioni politiche del 2018.

## Risultati elettorali
| Elezione       | Elezione     | Voti                     | %                        | Seggi    |
| -------------- | ------------ | ------------------------ | ------------------------ | -------- |
| Europee 1999   | Europee 1999 | 498.742                  | 1,61                     | 1 / 87   |
| Politiche 2001 | Camera       | nella Margherita         | nella Margherita         | 9 / 630  |
| Politiche 2001 | Senato       | ne L'Ulivo               | ne L'Ulivo               | 6 / 315  |
| Europee 2004   | Europee 2004 | 420.089                  | 1,29                     | 1 / 78   |
| Politiche 2006 | Camera       | 534.553                  | 1,39                     | 14 / 630 |
| Politiche 2006 | Senato       | 476.938                  | 1,39                     | 3 / 315  |
| Europee 2009   | Europee 2009 | nel Popolo della Libertà | nel Popolo della Libertà | 1 / 72   |
| Europee 2014   | Europee 2014 | in Forza Italia          | in Forza Italia          | 0 / 73   |

## Congressi
- Assemblea costituente - Roma, 23 maggio 1999
- I Congresso Nazionale - Fiuggi, 15-17 marzo 2002
- II Congresso Nazionale - Napoli, 18-20 febbraio 2005
- III Congresso Nazionale - Napoli, 27-29 gennaio 2006

## Struttura

### Segretario
- Clemente Mastella (1999–2013)

### Vicesegretari
- Nuccio Cusumano (1999–2005)
- Antonio Satta (2005–2008)
- Marco Di Stefano (2007–2008)

### Presidenti
- Irene Pivetti (1999–2002)
- Ida Dentamaro (2002–2004)
- Mino Martinazzoli (2004–2005)
- Lorenzo Acquarone (2005–2006)
- Federica Rossi Gasparrini (2007–2008)
- Marilina Intrieri (2009–2010)
- Mimmo Caratelli (2010–2013)

### Coordinatore
- Mauro Fabris (1999–2006)

## Organi di partito

### Il Campanile nuovo
Il Campanile nuovo è stato il quotidiano del disciolto partito dei "Popolari UDEUR" e si poneva come obiettivo la divulgazione dell'attività istituzionale dello stesso. Fondato nel 2000 dal Vice-Capogruppo al Senato e Segretario Amministrativo del partito Tancredi Cimmino, che ne è stato Amministratore unico fino al 2006, ha sospeso le pubblicazioni nel marzo 2010.
Il primo numero de Il Campanile nuovo esce il 3 settembre 2000, dopo che il partito si è strutturato e ha sostenuto le prime elezioni alle europee dell'anno precedente. In questo periodo la redazione era composta da due soli redattori e da un gruppo di collaboratori.
Nel marzo 2002 avviene una svolta editoriale, infatti Il Campanile nuovo subisce un restyling grafico ed inoltre passa dal formato lenzuolo a quello tabloid. Dal 2002 la redazione si è ampliata e consta di sette professionisti e da numerosi editorialisti e collaboratori. Tra gli editorialisti spiccano i nomi dello stesso segretario dei "Popolari UDEUR" Clemente Mastella e del capogruppo alla Camera dei deputati Mauro Fabris.
Secondo una indagine de L'Espresso, "all'ombra del 'Campanile' Clemente Mastella, i suoi familiari e le loro società hanno ottenuto soldi e vantaggi grazie a un giornale finanziato con i soldi dei contribuenti". In particolare, oltre un milione e trecentomila euro di finanziamenti pubblici (stando al solo 2005) sono serviti per pagare il contributo fattivo di Clemente Mastella, viaggi e trasferte della famiglia Mastella (98.000 euro nel 2005), liberalità e spese di rappresentanza (141.000 euro), liberalità (22.000), pacchi, dolciumi e torroni (17.000).
Il quotidiano cessa però le pubblicazioni nel 2010.
Nel 2012 è stata aperta la procedura fallimentare per la società editrice del quotidiano, "Il Campanile Nuovo Soc. Coop. Editrice a R. L.".